# Comtat històric d'Anglaterra
Els comtats històrics d'Anglaterra (en anglès: historic counties) són subdivisions antigues d'Anglaterra. Van ser utilitzades amb diverses funcions durant segles i van constituir, malgrat que amb els límits considerablement canviats, la base del govern local. També es coneixen com els comtats antics (ancient counties).

## Mapa
Els comtats històrics es distribueixen sobre Anglaterra com es mostra a continuació:
| 1. Bedfordshire 2. Berkshire 3. Buckinghamshire 4. Cambridgeshire 5. Cheshire (Comtat de Chester) * 6. Cornualla 7. Cumberland 8. Derbyshire 9. Devon 10. Dorset 11. Durham * 12. Essex 13. Gloucestershire 14. Hampshire † 15. Herefordshire 16. Hertfordshire 17. Huntingdonshire 18. Kent 19. Lancashire (Comtat de Lacanster) * 20. Leicestershire | Mapa dels historic counties d'Anglaterra | 1. Lincolnshire 2. Middlesex 3. Norfolk 4. Northamptonshire 5. Northumberland 6. Nottinghamshire 7. Oxfordshire 8. Rutland 9. Shropshire (Comtat de Salop) 10. Somerset 11. Staffordshire 12. Suffolk 13. Surrey 14. Sussex 15. Warwickshire 16. Westmorland 17. Wiltshire 18. Worcestershire 19. Yorkshire |
| * = county palatine \| † = també conegut com Comtat de Southampton o Southamptonshire \| Monmouthshire no es mostra |                                          | |

El mapa omet els exclavaments dels comtats, excepte per a Furness, part de Lacanshire (nombre 19 en el mapa), a l'est de Cumberland, a l'oest de Westmorland i al sud d'ambdòs. Monmouthshire era antigament considerat com un comtat d'Anglaterra, però en l'actualitat generalment s'accepta que forma parte de Gal·les.